# グリーゼ176
グリーゼ176（Gliese 176）は、おうし座にある赤色矮星である。年周視差に基づいて距離を推計すると、約31光年となる。グリーゼ176の周りを、スーパー・アースが公転している。

## 特徴
| 太陽 | グリーゼ176 |
| ---- | ----------- |
| 太陽 | Exoplanet   |

1975年から1976年にかけて、それまで明るさが一定だったのが、0.03等級暗くなった。色指数の変化もみられたことから、恒星黒点の影響ではないかと考えられ、りゅう座BY型変光星のような傾向を持つとされた。変光星総合カタログには、りゅう座BY型の新しい変光星候補として収録されているが、確定した変光星とは扱われていない。

## 惑星系
2008年、グリーゼ176を公転する太陽系外惑星グリーゼ176bの発見が発表された。ホビー・エバリー望遠鏡（HET）による視線速度の測定で、惑星の存在によるものとみられる10.24日周期の変動が検出された。視線速度の振幅が概ね11.6 m/sであることから、惑星の下限質量は地球の24.5倍（海王星の約1.4倍）と見積もられた。
しかし、その後ケック望遠鏡の高分散分光装置で行われた観測では、HETでの観測より高い精度で視線速度が測定されたが、10.24日周期の変動の証拠は得られなかった。この観測では同時に、8.77日周期での変動が示唆されたが、精度が十分ではなく、この結果だけで惑星が存在するとは言えないとされた。
ケックでの観測とは独立に、高精度視線速度系外惑星探査装置（HARPS）による観測では、やはり10.24日周期の視線速度の変動は確認できず、8.78日と40日周期の変動が検出された。この変動の振幅は、HETでの測定誤差よりも小さいものだった。40日という周期は、恒星の自転周期と同等であるため、恒星自身の活動に原因があると考えられた。しかし、8.78日周期の変動はそれでは説明できず、惑星によるものと考えられている。短い周期での視線速度の変動は、振幅が概ね4.1 m/sであることから、惑星の下限質量は地球の約8.4倍と推定され、スーパー・アースであると考えられる。
その後の研究でも、グリーゼ176の惑星は、公転周期が8.8日のスーパー・アースであるという結果が出ている。
| 名称 （恒星に近い順） | 質量     | 軌道長半径 （天文単位） | 公転周期 (日)   | 軌道離心率 | 軌道傾斜角 | 半径 |
| --------------------- | -------- | ----------------------- | --------------- | ---------- | ---------- | ---- |
| b                     | ≥ 8.4 M⊕ | 0.066                   | 8.7836 ± 0.0054 | 0          | —          | —    |